# Adrian Daub

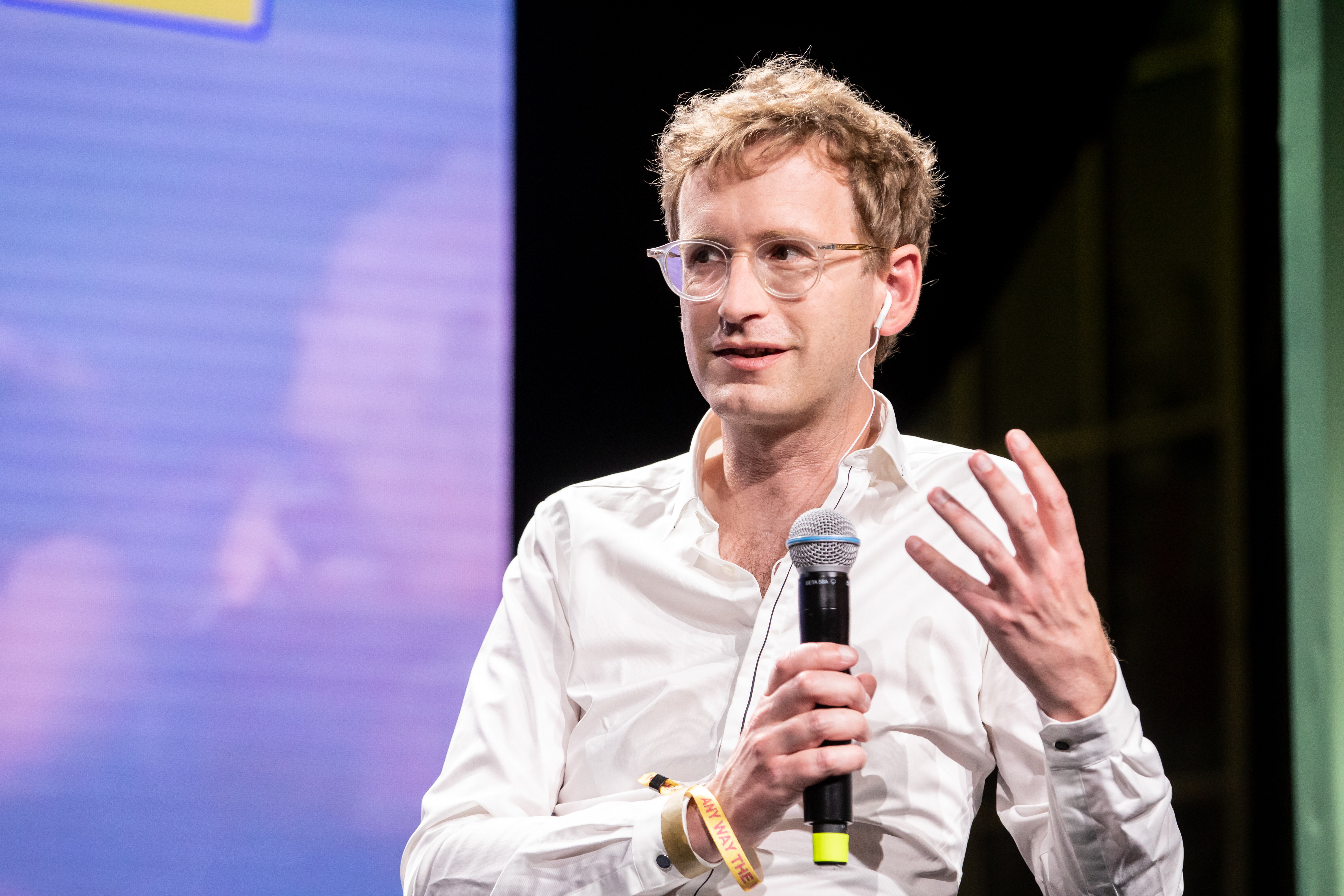
Adrian Daub (2022)

Adrian Daub (* 1980 in Köln) ist ein deutscher Germanist, Literaturwissenschaftler und Hochschullehrer. Er ist Professor für vergleichende Literaturwissenschaft an der Universität Stanford.

## Leben
Im Jahr 2003 machte Daub am Swarthmore College einen Bachelor-Abschluss in vergleichender Literaturwissenschaft. Diesen ergänzte er ein Jahr später um einen Master an der University of Pennsylvania, an der er 2008 auch den Doktorgrad erwarb.
Im Anschluss an seine Promotion trat Daub in Stanford zunächst eine Stelle als Assistant Professor an, wurde 2013 Associate Professor und erhielt 2016 eine Vollprofessur im Bereich Deutsche Literatur und vergleichende Literaturwissenschaft. Ebenfalls 2016 wurde er zum Direktor des Programms der Universität für Studien zu Feminismus, Gender und Sexualität.
Gegenstand seiner wissenschaftlichen Tätigkeit sind die Geschichte der deutschen Literatur, Kultur und des intellektuellen Lebens seit 1790, der Deutsche Idealismus und die deutsche Romantik, Philosophie, Gender und Sexualität, deutsche Literatur und Film seit dem Ende des Zweiten Weltkriegs, Musik und deutsche Moderne, die Oper des Fin de Siècle, die Frankfurter Schule, Fotografie und Literatur sowie Gedächtniskultur.
Daub ist als freier Autor und Kritiker für mehrere Zeitungen, Zeitschriften und andere Massenmedien des deutschsprachigen Raums tätig, darunter die Neue Zürcher Zeitung, die Frankfurter Allgemeine Zeitung, die Welt, die Süddeutsche Zeitung, die Zeit, Jacobin und die Kulturzeitschrift Merkur.

## Veröffentlichungen (Auswahl)
- „Zwillingshafte Gebärden“: Zur kulturellen Wahrnehmung des vierhändigen Klavierspiels im neunzehnten Jahrhundert. Königshausen & Neumann, Würzburg 2009, ISBN 978-3-8260-3894-5 (257 S.).
- Uncivil unions: The Metaphysics of Marriage in German Idealism & Romanticism. University of Chicago Press, Chicago 2012, ISBN 978-0-226-13693-6 (376 S.).
- Tristan's Shadow: Sexuality and the Total Work of Art after Wagner. Chicago University Press, Chicago 2013, ISBN 978-0-226-08213-4 (240 S.).
- Four-Handed Monsters: Four-Hand Piano Playing and Nineteenth-Century Culture. Oxford University Press, Oxford 2014, ISBN 978-0-19-998177-9 (272 S.).
- Mit Charles Kronengold: The James Bond Songs: Pop Anthems of Late Capitalism. Oxford University Press, Oxford 2015, ISBN 978-0-19-023455-3 (256 S.).
- Pop Up Nation: Innenansichten aus dem Silicon Valley. Hanser, München 2016, ISBN 978-3-446-25376-6 (90 S.).
- Was das Valley denken nennt. Über die Ideologie der Techbranche. Suhrkamp, Berlin 2020, ISBN 978-3-518-12750-6 (159 S.).
- Cancel Culture Transfer. Wie eine moralische Panik die Welt erfasst. Suhrkamp, Berlin 2022, ISBN 978-3-518-12794-0 (371 S.).
  - englischsprachige Ausgabe: The Cancel Culture Panic. How an American Obsession Went Global, Stanford University Press, Stanford 2024, ISBN 978-1-50364-084-9.